# Venucia T60

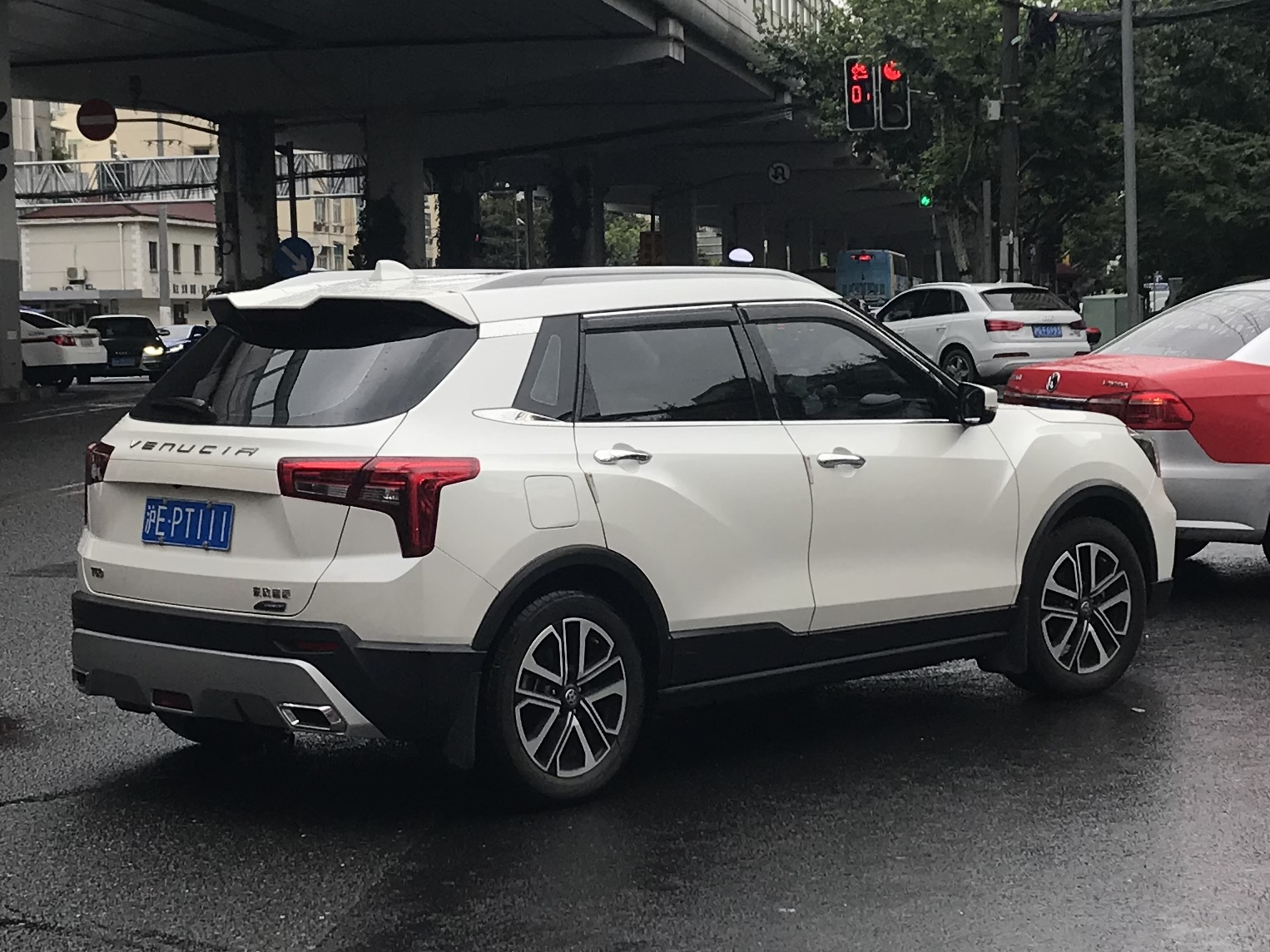
Heckansicht

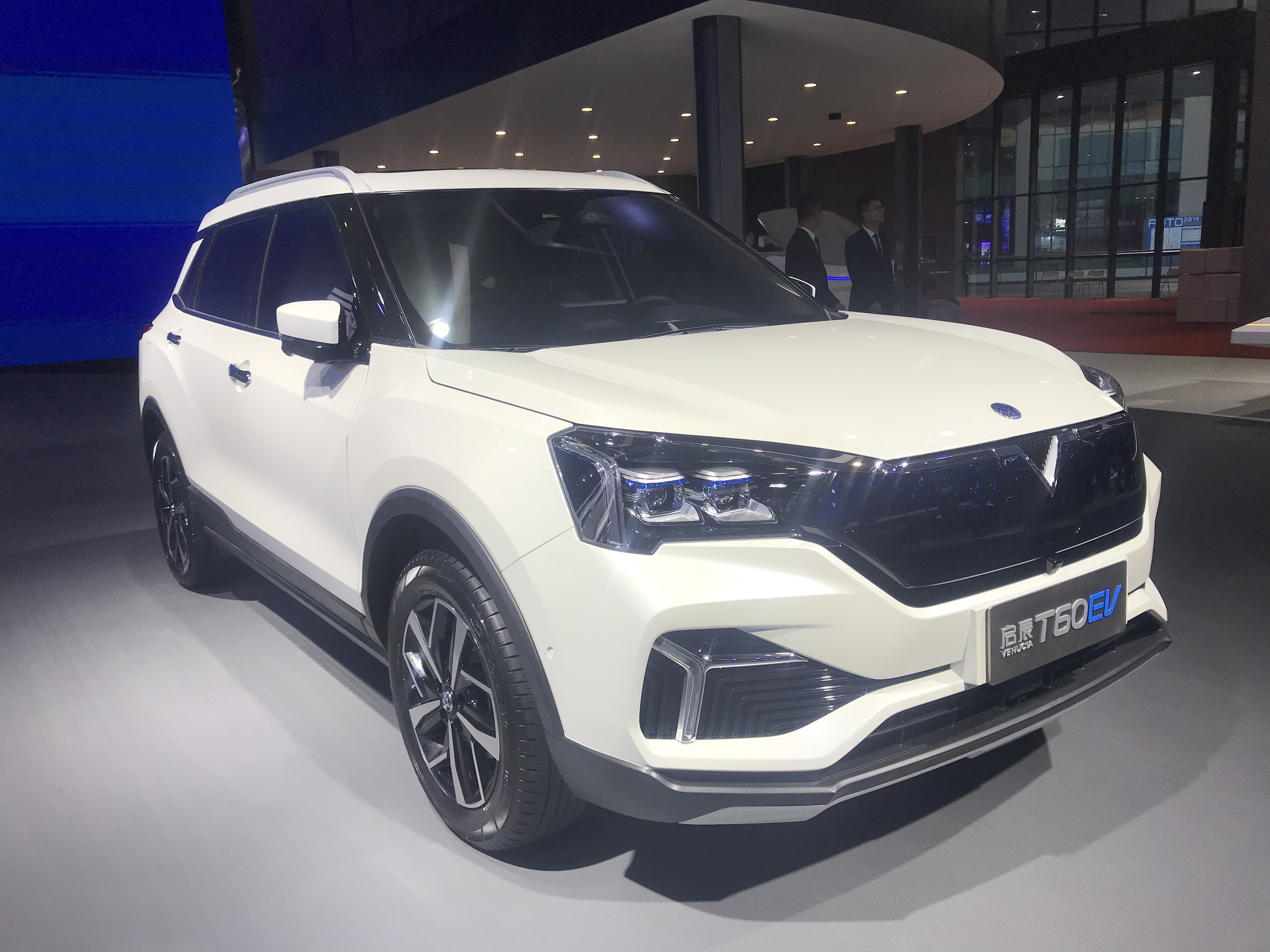
Venucia T60 EV (2019–2024)

Der Venucia T60 ist ein Kompakt-SUV der zur Dongfeng Motor Company gehörenden Marke Venucia.

## Geschichte
Angekündigt wurde das Fahrzeug im Juli 2018. Auf dem chinesischen Heimatmarkt wurde es ab September 2018 verkauft. Eine batterieelektrisch angetriebene Version präsentierte Venucia auf der Shanghai Auto Show im April 2019. Sie kam im November 2019 in den Handel. Die technische Basis teilt sich der Venucia T60 mit dem Nissan Kicks.

## Technische Daten
Angetrieben wird die Verbrennerversion von einem 93 kW (126 PS) starken 1,6-Liter-Vierzylinder-Ottomotor mit einem 5-Gang-Schaltgetriebe oder einem stufenlosen Getriebe. Die Elektroversion hat eine maximale Leistung von 120 kW (163 PS) und erreicht eine Reichweite von 442 km nach NEFZ.
|                                                      | T60 1.6                   | T60 EV                      |
| ---------------------------------------------------- | ------------------------- | --------------------------- |
| Bauzeitraum                                          | 09/2018–01/2024           | 11/2019–01/2024             |
| Motorkenndaten                                       |                           |                             |
| Motortyp                                             | R4-Ottomotor              | Elektromotor                |
| Hubraum                                              | 1598 cm³                  | —                           |
| Verdichtungsverhältnis                               | 9,8 : 1                   | —                           |
| max. Leistung bei min−1                              | 93 kW (126 PS) / 5600     | 120 kW (163 PS)             |
| max. Drehmoment bei min−1                            | 168 Nm / 4000             | 250 Nm                      |
| Kraftübertragung                                     |                           |                             |
| Antrieb                                              | Vorderradantrieb          | Vorderradantrieb            |
| Getriebe, serienmäßig                                | 5-Gang-Schaltgetriebe     | 1-Stufen-Reduktionsgetriebe |
| Getriebe, optional                                   | (Stufenloses Getriebe)    | —                           |
| Antriebsbatterie                                     |                           |                             |
| Energieinhalt                                        | —                         | 60,7 kWh                    |
| Messwerte                                            |                           |                             |
| Höchstgeschwindigkeit                                | 180 km/h (170 km/h)       | 125 km/h                    |
| Beschleunigung, 0–100 km/h                           | k. A.                     | 10,3 s                      |
| Kraftstoff-/Energieverbrauch auf 100 km (kombiniert) | 6,4 l Super (5,9 l Super) | 14,7 kWh                    |
| Tankinhalt                                           | 50 l                      | —                           |
| elektrische Reichweite nach NEFZ                     | —                         | 442 km                      |